# Etimasu cosmipes
Etimasu cosmipes, kukac kornjaš (tvrdokrilac), jednini predstavnik roda Etimasu, tribus Rhinotragini, potporodica  	Cerambycinae, porodica Cerambycidae ili strizibube. Živi na području Gvajane.
Opisali su ga Peñaherrera-Leiva & Tavakilian, 2003. Sinonim mu je Ommata cosmipes.
Rod Etimasu opisan je 2010.

## Vanjske poveznice
- Slika